# Nelarabina
Nelarabina – organiczny związek chemiczny, cytostatyk, antymetabolit, stosowany w trzecim rzucie leczenia białaczki limfoblastycznej i chłoniaka limfoblastycznego. Lek został zarejestrowany w „wyjątkowych okolicznościach” (choroby występują rzadko i nie było możliwe zebranie kompletnych informacji na temat preparatu, ale lek może umożliwić niektórym pacjentom doczekanie do momentu otrzymania przeszczepu szpiku, przez to zwiększając ich szanse na przeżycie). W dniu 16 czerwca 2005 r. preparat uznano za „lek sierocy” (lek stosowany w rzadkich chorobach).

## Wskazania
Stosuje się w leczeniu pacjentów z ostrą białaczki limfoblastycznej z komórek T(T-ALL) lub chłoniakiem limfoblastycznym z komórek T (T-LBL), u których nie wystąpiła lub zaniknęła odpowiedź na co najmniej dwa typy chemioterapii.

## Działanie
Nelarabina jest prolekiem dla analogu deoksyguanozyny ara-G. Nelarabina jest szybko O–demetylowana przez deaminazę adenozyny (ADA) do ara-G i następnie ulega wewnątrzkomórkowo fosforylacji przez kinazę deoksyguanozynową i kinazę deoksycytydynową do swojego metabolitu 5’-monofosforanu. Okres półtrwania wynosi 3 i pół godziny. Metabolit monofosforanowy jest następnie przekształcany do aktywnego 5’-trójfosforanu, ara-GTP. Nagromadzenie ara-GTP w blastach białaczkowych pozwala na preferencyjne wbudowywanie ara-GTP do kwasu deoksyrybonukleinowego (DNA) i prowadzi do zahamowania syntezy DNA. To powoduje śmierć komórki. Ze względu na to, że aktywny analog guaniny gromadzi się w komórkach T i utrzymuje się w nich dłużej, spowalnia wzrost i namnażanie się komórek uczestniczących w powstawaniu T-ALL i T-LBL.

## Działania niepożądane (obserwowanymi u więcej niż 1 pacjenta na 10)
- zakażenia,
- neutropenia z gorączką(zmniejszenie liczby krwinek białych z gorączką),
- neutropenia (zmniejszenie liczby krwinek białych),
- małopłytkowość (zmniejszenie liczby płytek krwi),
- niedokrwistość (zmniejszenie liczby krwinek czerwonych),
- senność,
- neuropatia obwodowa (uszkodzenie nerwów w kończynach),
- zaburzenia czucia(osłabienie odczuwania dotyku),
- parestezje (nieprawidłowe odczucia),
- zawroty głowy,
- bóle głowy,
- duszność (brak oddechu),
- kaszel,
- biegunka,
- wymioty,
- zaparcia,
- nudności (mdłości),
- bóle mięśni,
- obrzęki,
- gorączka,
- uczucie zmęczenia
- astenia (osłabienie)[3].

## Dawkowanie
Dawka i częstość wykonywania wlewów dożylnych są uzależnione od wieku pacjenta i jego powierzchni ciała.

## Preparaty
- Atriance

## Zobacz jeszcze
- leki cytostatyczne
- chemioterapia nowotworów
- leki sieroce